# Розафа
Розафа је средњовековна тврђава. Означава северни крај османске Албаније, који се простире на југ до друге тврђаве — Буке.
Розафа која је стара више од две хиљаде година. Чувена је по песми „Зидање Скадра на Бојани”. Смештена је на брду изнад Скадра тако да се са ње пружа поглед на цели град и његову околину. О њеном настанку постоји легенда која сведочи да су је градила три брата Мрњавчевића којима су виле током ноћи рушиле све што би током претходног дана саградили. Сходно томе, као жртва, жена најмлађег од њих Гојка узидана је жива у тврђаву. У склопу тврђаве налази се црква Светог Стефана која је подигнута током 8. и 14. века, да би касније била претворена у џамију.
Тврђава је обнављана више пута. Потиче из антике. 1478. Томазо Малипијеро потписао је мировни уговор у Ћустендилу, где се налазио логор османског владара Мехмеда Освајача с диванем састављеним од три везира (краj млетачко-турски рат (1463—1479)). Према мировном уговору, Розафа се предао Османском царству, а Млетачка република задржала је контролу над другим Јадраном, познатијим као Млетачка Албанија. Исте године 1478. подигнут је тврђава Бука, која заједно са Розафом обележава два краја османске владавине у Албанији.